# Vaunoise (Fluss)
Die Vaunoise ist ein Fluss in Frankreich, der im Département Ille-et-Vilaine in der Region Bretagne verläuft. Sie entspringt unter dem Namen Ruisseau du Bois Rouget im Gemeindegebiet von Irodouër, entwässert generell Richtung Süd bis Südost und mündet nach rund 33 Kilometern im Gemeindegebiet von Mordelles als linker Nebenfluss in den Meu.

## Orte am Fluss
(Reihenfolge in Fließrichtung)
- Pleumeleuc
- L’Hermitage
- Cintré
- Mordelles